# Раскраска

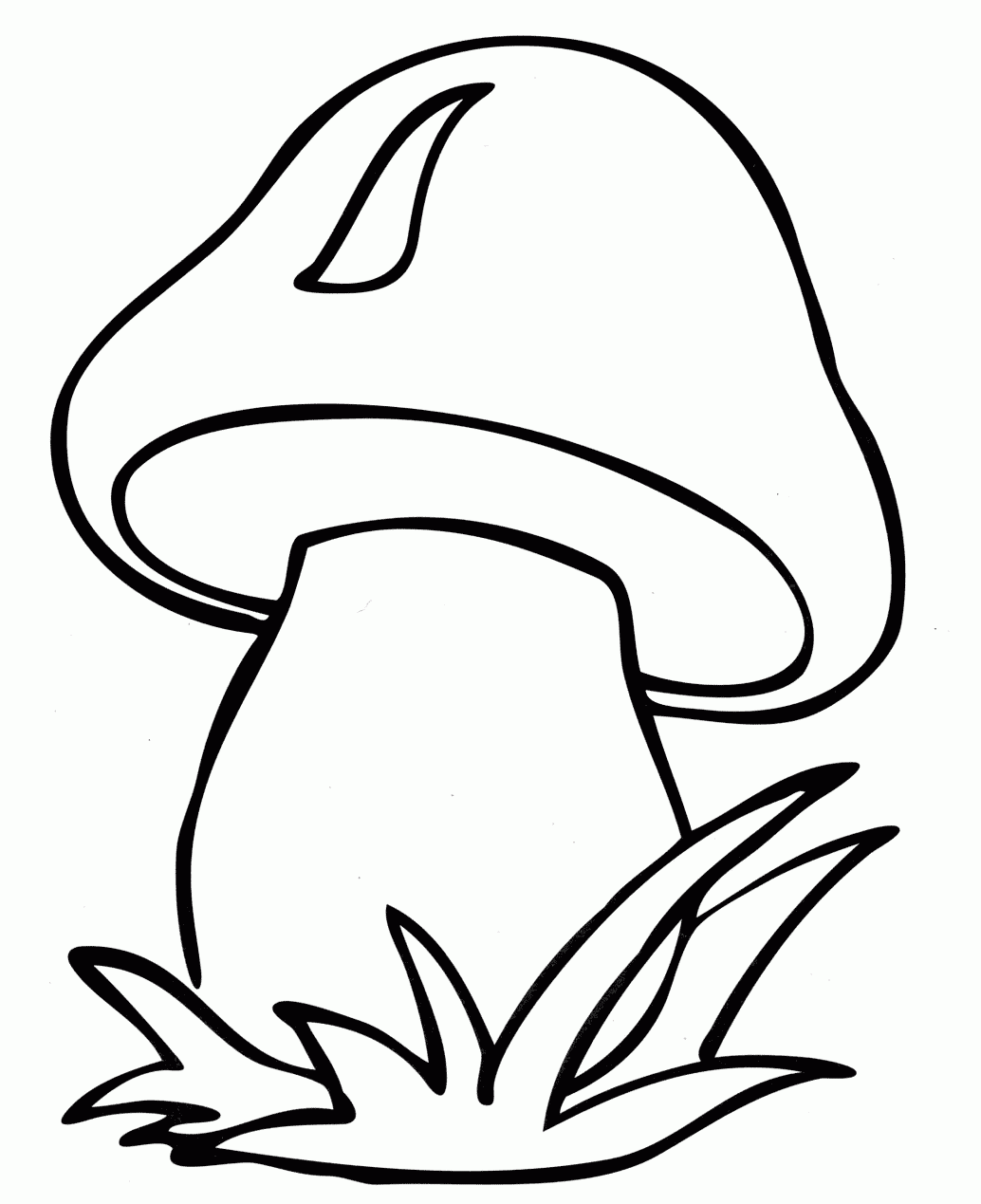
Изображение до раскрашивания

Раскраска — книга или страница с контурными картинками для раскрашивания различных композиций карандашами, красками или фломастерами или другими художественными средствами. Все контуры изображения в книге уже напечатанные, но целое изображение, обычно кроме чёрного цвета, бесцветное.

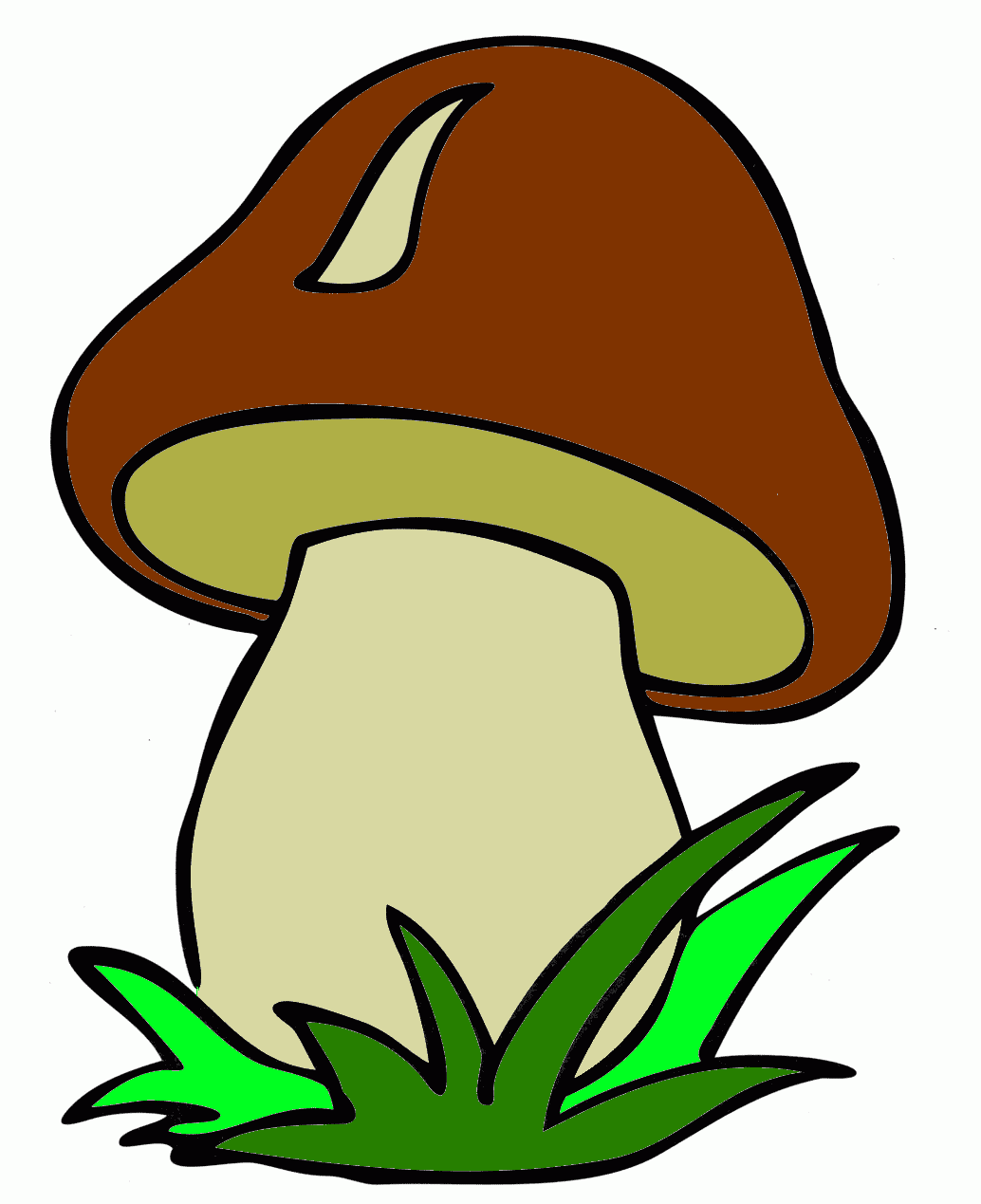
Раскрашенное изображение

## История

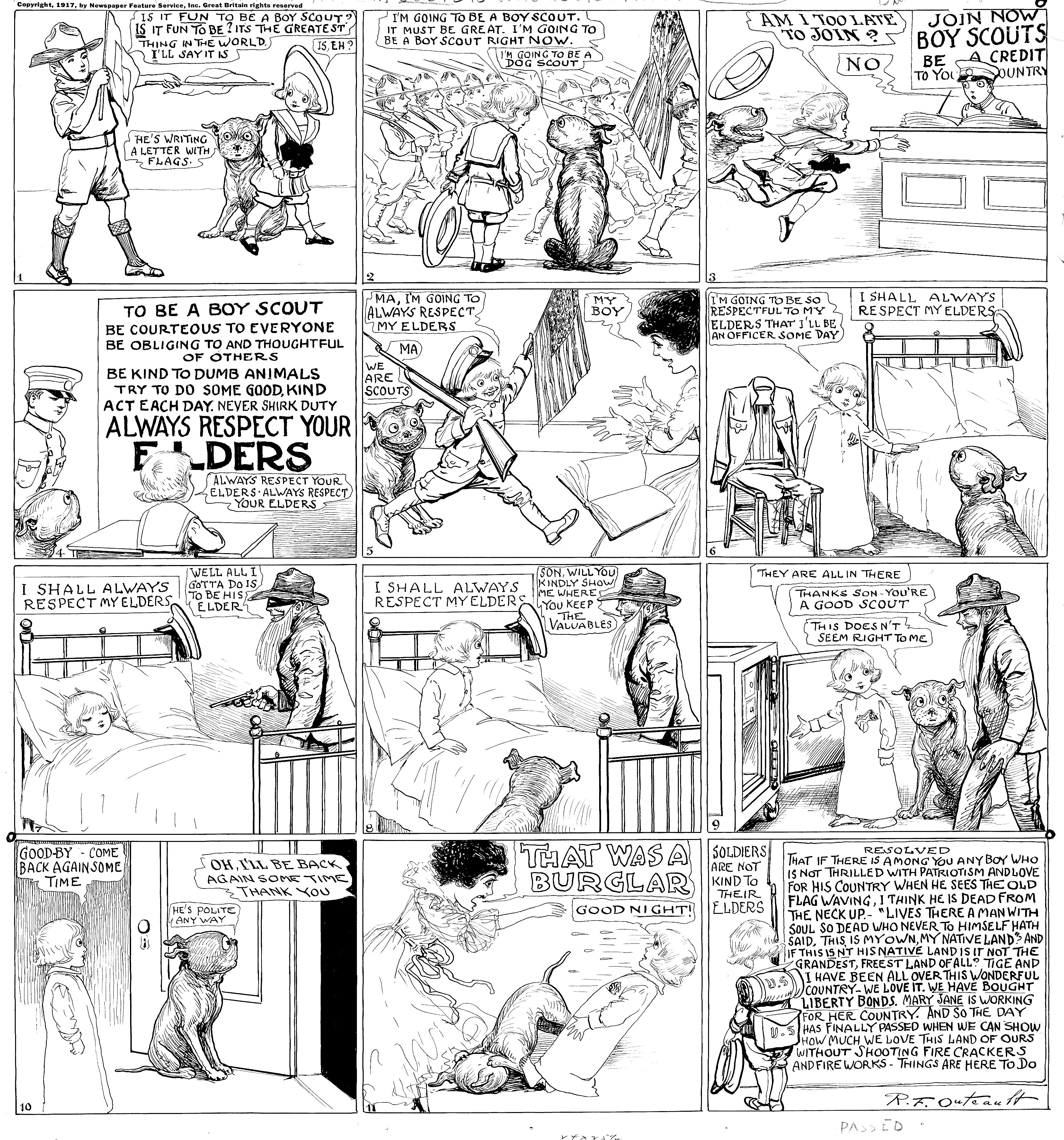
Buster Brown painting book

Первые раскраски появились в 1880 году в США, с названием The Little Folks' Painting Book от компании McLoughlin Brothers. 1907 года автор Richard F. Outcault опубликовал свою книгу Buster’s Paint Book с комиксами для докрашивания, после этого раскраски стали набирать популярность.
В 1960-е годы настало «золотое время» раскрасок, и они стали очень популярным товаром в детских магазинах. В раскрасках были представлены все возможные изображения от пылесосов до автомобилей и героев различных комиксов.
С 1980-х годов несколько издателей издали образовательные раскраски для взрослых, предназначенные для изучения предметов выпускного уровня, таких как анатомия и физиология, где цветовое кодирование и подробные схемы используются в качестве помощи при обучении. Примеры включают «Анатомическую книгу раскрасок» (оригинальное название «The Anatomy Coloring Book») и последующую книжную серию по Wynn Kapit и Lawrence Elson от издательства HarperCollins (1990-е годы) и Benjamin Cummings (2000-е годы).

## Полезные свойства
Монотонные движения карандашом или кистью расслабляют. Возможность самостоятельно выбирать цвета и представлять результат в различных цветах — развивает творчество. Процесс создания цветных картинок очень прост, поэтому сейчас раскрашивание популярно не только среди детей, но и среди взрослых.
Детям дошкольного возраста раскрашивание прежде всего помогает подготовить руку к письму, а также усвоить цвета, формы и узнать больше об окружающем мире.

## Раскраски для взрослых
Приблизительно с 2015 года стали набирать популярность раскраски для взрослых, например, в апреле 2016 года две книги с раскрасками заняли высшие позиции по продажам на сайте Amazon.
Раскраски для взрослых: альбомы, книги, блокноты и ежедневники — доступны в печатном виде, но также предлагаются в цифровом виде. Такие раскраски можно не только скачать и распечатать, но и раскрашивать прямо в электронной среде с помощью различных графических инструментов, предназначенных для этого. В письме для Washington Post Dominic Bulsuto предположил, что тенденция распространения раскрасок для взрослых в цифровом виде способствует популярности жанра, отметив, что относительно анонимный характер процесса позволяет людям чувствовать себя более уверенными и не испытывать такого смущения, как при покупке в реальной жизни.